# I Forget Where We Were
I Forget Where We Were è il secondo album in studio del cantautore britannico Ben Howard, pubblicato nel 2014.

## Tracce
1. Small Things – 5:44
2. Rivers in Your Mouth – 5:12
3. I Forget Where We Were – 4:42
4. In Dreams – 3:34
5. She Treats Me Well – 5:18
6. Time Is Dancing – 6:50
7. Evergreen – 4:05
8. End of the Affair – 7:47
9. Conrad – 6:09
10. All Is Now Harmed – 5:03